# Прапор міста Мадрид
Прапор міста Мадрид являє собою герб міста в центрі малинового поля.  Прапор виконано в пропорціях 2:3 або 3:5, а також у відтінках малинового кольору, що відповідає Pantone 207 або 208.
Значення ведмедя, що спирається на суничник , або суничне дерево, невідоме; однак, дерево є рідним для Мадрида. Одна з відомих теорій полягає в тому, що ведмідь і дерево представляють суперечку про права на землеробство між духовенством і громадянами. Вважається, що сім зірок представляють сім зірок у сузір’ї Великого Воза, найближчого до сузір’я Великої Ведмедиці. Зірки символізують північ, і оскільки це напрямок, на якому базуються всі інші, зірки представляють Мадрид як резиденцію уряду Іспанії. 